# Grutas de Elefanta
As Grutas de Elefanta ou Grutas de Elephanta localizam-se na Ilha de Elefanta, no porto de Mumbai, Índia. O Complexo de templos ocupa uma área de 60.000 km² que consistem numa câmara principal, duas câmaras laterais, pátios e santuários secundários. Estas cavernas contém relevos, esculturas e um templo a Shiva.

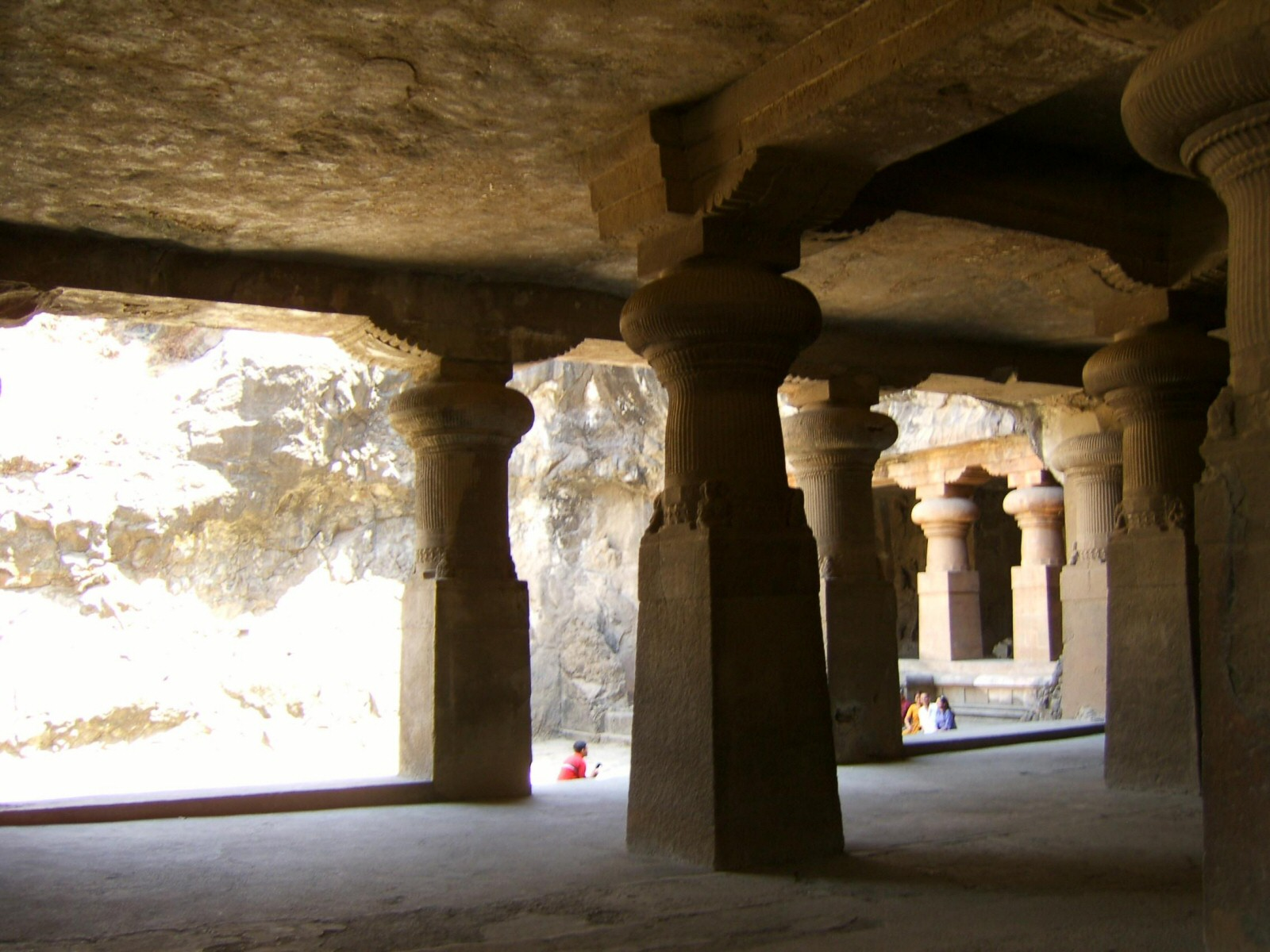
O Grande Hall da Caverna Nº1

Presume-se que as cavernas tenham sido construídas entre 810 e 1260. No século XVI os portugueses danificaram gravemente as estátuas, usando-as para praticar tiro-ao-alvo. Foi declarada Património da Humanidade pela Unesco em 1987.